# Sunil Gavaskar
Sunil Gavaskar (né le 10 juillet 1949 à Bombay, Maharashtra), et parfois surnommé Sunny, est un joueur de cricket indien. Considéré comme l'un des meilleurs batteurs indien de tous les temps, Gavaskar établit durant sa carrière les records du plus grand nombre de runs et de century en test match (les deux records ont été battus depuis). Il était particulièrement efficace contre les fast bowlers, ayant eu une moyenne de runs particulièrement élevée (65.45) contre les Indes occidentales à une époque où celles-ci dominaient le cricket mondial grâce à ses lanceurs. Il fut moins en réussite lorsqu'il fut le capitaine de l'Inde, l'équipe enchaînant sous son capitanat une série de 31 tests sans victoire.

## Honneurs
- Un des cinq Wisden Cricketers of the Year de l'année 1980.
- Membre de l'ICC Cricket Hall of Fame depuis 2009 (membre inaugural).

## Records et performances

### EnTest
- Premier joueur à avoir atteint la barre des 10000 runs.